# Assemblée provinciale de Khyber Pakhtunkhwa
12e législature
Peshawar
L'Assemblée provinciale de Khyber Pakhtunkhwa (en ourdou :  صوبائی اسمبلی خیبر پختونخوا) est la chambre monocamérale de la province pakistanaise de Khyber Pakhtunkhwa qui rassemble les élus des circonscriptions locales. Elle est l'une des quatre assemblées provinciales du Pakistan et siège à Peshawar, et est la troisième plus importante. 
Dans le cadre d'une organisation fédérale de l’État, elle dispose de certains pouvoirs législatifs et budgétaires et élit son ministre en chef (chief minister) qui dirige le gouvernement local. Historiquement, l'Assemblée a surtout été dominée par divers mouvement Pachtounes, comme le Parti national Awami.

## Fonctionnement et pouvoirs

### Fonctionnement
Tout comme les autres assemblées provinciales, les députés de Khyber Pakhtunkhwa sont élus au suffrage universel direct uninominal majoritaire à un tour pour un mandat de cinq ans. C'est-à-dire que le candidat gagnant est celui qui remporte le plus de voix dans sa circonscription, à l'issue d'un unique tour, sans avoir donc à remporter de majorité absolue. Les sièges réservés sont élus par les autres membres élus, par scrutin de liste avec représentation proportionnelle. La Constitution prévoit qu'en cas de vacance d'un siège, pour des causes de mort, démission ou disqualification d'un élu, des élections partielles doivent être tenues dans la circonscription concernée dans un délai de soixante jours.
Tout comme pour l'Assemblée nationale, le mandat des députés de Khyber Pakhtunkhwa est de cinq ans à compter de la première réunion. Les assemblées peuvent être dissoutes par les gouverneurs, sur le conseil du ministre en chef de chaque province. Le gouverneur peut aussi toutefois dissoudre l'Assemblée à sa discrétion si une motion de censure est passée contre le ministre en chef et que l'Assemblée est incapable d'élire un autre de ses membres en remplacement.

### Pouvoirs
Le premier pouvoir de l'assemblée est l'élection de sa direction. Lors de la première réunion, les députés élisent le président de le vice-président de la chambre (Speaker et Deputy Speaker), puis le ministre en chef, qui est le chef de l'Assemblée et le chef d'un gouvernement qu'il nomme. Chaque groupe politique désigne également son leader, et les partis d'opposition élisent un chef de l'opposition. L'Assemblée dispose également du pouvoir de voter une mention de censure contre le ministre en chef et son gouvernement. L'Assemblée a le pouvoir de passer des lois dans les limites de ses compétences prévues par la Constitution, et votent le budget de la province.

## Siège
L'Assemblée provinciale siège à Peshawar. La première élection de l'Assemblée a lieu le 15 décembre 1951 et la première session le 10 janvier 1952. Cela dit, après la déclaration du 3 octobre 1955 qui divise le pays en deux provinces, le Pakistan occidental et le Pakistan oriental, la province et son Assemblée disparaissent. La province est finalement rétablit en 1970 avec des élections la même année. 

## Composition
Le Pakistan compte un total de 749 députés provinciaux répartis dans les quatre assemblée correspondant aux quatre provinces du pays : l'assemblée provinciale de Khyber Pakhtunkhwa siégeant à Peshawar avec 145 membres est la troisième plus importante et rassemble près d'un quart des députés locaux.
Sur ces 145 députés, seuls 115 sont élus directement, 26 étant réservés à des femmes et 4 à des minorités religieuses. Depuis l'intégration des régions tribales et leurs premières élections provinciales en 2019, l'Assemblée compte 21 députés supplémentaires.

### Législature 2018-2023

Composition de l'Assemblée provinciale de Khyber Pakhtunkhwa après les élections législatives de 2018.

À la suite des élections législatives de 2018, le Mouvement du Pakistan pour la justice renforce encore son emprise sur l'Assemblée avec une large majorité absolue. Alors que le précédent ministre en chef Pervez Khattak est appelé à rejoindre le gouvernement fédéral, Mahmood Khan le remplace à ce poste pour cette nouvelle législature. 
| Partis                                | Sièges |
| ------------------------------------- | ------ |
| Mouvement du Pakistan pour la justice | 84     |
| Muttahida Majlis-e-Amal               | 13     |
| Parti national Awami                  | 9      |
| Ligue musulmane du Pakistan (N)       | 6      |
| Parti du peuple pakistanais           | 5      |
| Ligue musulmane du Pakistan (Q)       | 1      |
| Indépendants                          | 3      |
| Postes vacants                        | 3      |
| Total                                 | 124    |

### Législature 2013-2018

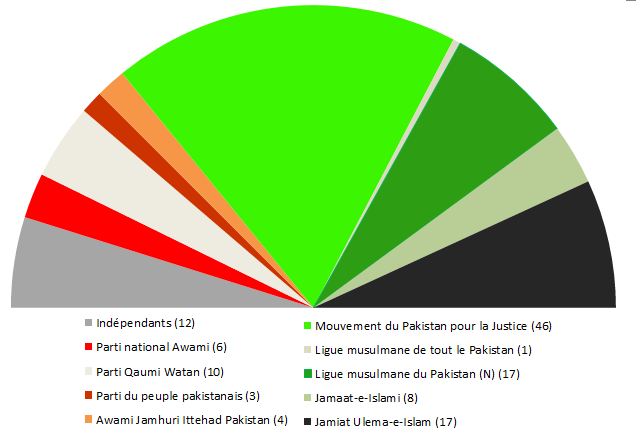
Composition de l'Assemblée provinciale de Khyber Pakhtunkhwa après les élections législatives de 2013.

Après les élections législatives de 2013, la quatorzième législature est dominée par le Mouvement du Pakistan pour la justice qui a obtenu une majorité relative et a ensuite formé un gouvernement de coalition avec la Jamaat-e-Islami et l'Awami Jamhuri Ittehad Pakistan. Le parti qui dominait la précédente législature à la suite des élections législatives de 2008 était le Parti national Awami qui a subi une large défaite en 2013.
| Parti                                 | Siège | Siège | Siège    | Siège     | Siège | Siège |
| Parti                                 | Élu   | Ind.  | Réservés | Réservés  | Total |       |
| Parti                                 | Élu   | Ind.  | Femmes   | Minorités | Total |       |
| ------------------------------------- | ----- | ----- | -------- | --------- | ----- | ----- |
| Mouvement du Pakistan pour la justice | 35    | 0     | 10       | 1         | 46    |       |
| Jamiat Ulema-e-Islam (F)              | 13    | 0     | 3        | 1         | 17    |       |
| Ligue musulmane du Pakistan (N)       | 12    | 1     | 3        | 1         | 17    |       |
| Parti Qaumi Watan                     | 7     | 1     | 2        | 0         | 10    |       |
| Jamaat-e-Islami                       | 7     | 0     | 1        | 0         | 8     |       |
| Parti national Awami                  | 5     | 0     | 1        | 0         | 6     |       |
| Awami Jamhuri Ittehad Pakistan        | 3     | 0     | 1        | 0         | 4     |       |
| Parti du peuple pakistanais           | 2     | 0     | 1        | 0         | 3     |       |
| Ligue musulmane de tout le Pakistan   | 1     | 0     | 0        | 0         | 1     |       |
| Indépendants                          | 14    | -2    | 0        | 0         | 12    |       |
| Total                                 | 99    | 0     | 22       | 3         | 124   |       |